# NGC 802
NGC 802 je galaksija u zviježđu Mala vodena zmija.

## Vanjske poveznice
- SEDS: NGC 802